# Суков (Словакия)
Суков (словац. Sukov, русин. Суків) — село и одноимённая община в районе Медзилаборце Прешовского края Словакии. В письменных источниках начинает упоминаться с 1557 года.

## География
Село расположено в восточной части края, к западу от реки Лаборец, при автодороге 3865. Абсолютная высота — 291 метр над уровнем моря. Площадь муниципалитета составляет 8,2 км².

## Население
| Год:                | 1994 | 2004    | 2014    | 2024     |
| ------------------- | ---- | ------- | ------- | -------- |
| Количество человек: | 138  | 137     | 127     | 149      |
| Разница:            |      | −0,72 % | −7,29 % | +17,32 % |

По данным последней официальной переписи 2021 года, численность населения Сукова составляла 153 человека.
Национальный состав населения (по данным переписи населения 2011 года):
| Национальность | Численность, человек |
| -------------- | -------------------- |
| русины         | 66                   |
| словаки        | 54                   |
| украинцы       | 8                    |
| русские        | 2                    |
| цыгане         | 2                    |
| чехи           | 1                    |
| не указана     | 3                    |

По данным переписи 2021 года, в конфессиональном составе населения преобладали православные христиане (47,7 %), греко-католики (34,6 %) и католики (7,8 %).